# Пукстерь
Пукстерь — река в Нижегородской области России, протекает по территории Дальнеконстантиновского и Богородского районов. Устье реки находится в 23 км от устья реки Озёрки по левому берегу. Длина реки составляет 30 км, площадь водосборного бассейна — 272 км².
Исток реки находится около села Тепло-Троицкое. Река течёт на северо-восток, протекает деревни Арманиха, Касаниха, Юловка, Зубаниха, Мирша. Впадает в Озёрку ниже деревни Майморы.

## Притоки
(указано расстояние от устья)
- 8,4 км: река без названия у села Криуши (лв)
- 9,6 км: река Модан (лв)
- река Мианг (лв)

## Данные водного реестра
По данным государственного водного реестра России относится к Верхневолжскому бассейновому округу, водохозяйственный участок реки — Волга от устья реки Ока до Чебоксарского гидроузла (Чебоксарское водохранилище), без рек Сура и Ветлуга, речной подбассейн реки — Волга от впадения Оки до Куйбышевского водохранилища (без бассейна Суры). Речной бассейн реки — (Верхняя) Волга до Куйбышевского водохранилища (без бассейна Оки).
Код объекта в государственном водном реестре — 08010400312110000034363.

## Археологические находки
На реке Пукстерь находится два древних селища, вокруг деревни Городищи, известной по письменным источникам с XVI века, компактно находится несколько поселений — здесь было русское укреплённое огороженное поселение.